# Aubrey de Grey
Aubrey David Nicholas Jasper de Grey (20 de abril de 1963) é um cientista inglês pesquisador do envelhecimento. Trabalha no campo da gerontologia e é diretor da fundação SENS.
De Grey é autor da teoria do envelhecimento causado por radicais livres mitocondriais, e do livro para todos o públicos "Ending Aging", uma descrição detalhada de como a medicina regenerativa pode ser capaz de frustrar o processo de envelhecimento completamente dentro de poucas décadas. Ele trabalha no desenvolvimento do que chamou de "Estratégias para Reparar Envelhecimento Insignificante" (SENS) - uma estratégia de reparação de tecidos destinada a rejuvenescer o corpo humano e, assim, permitir uma "vida útil indefinida". Para este fim, ele identificou sete tipos de "dano" celular e molecular causados por processos metabólicos essenciais; SENS é um painel de propostas de terapias para reparar esse dano. A comunidade científica está cética em relação a reivindicações de De Grey, uma revisão do SENS por 28 cientistas concluiu que nenhuma das terapias "já foi mostrada para estender a vida de qualquer organismo, e muito menos os seres humanos".
De Grey foi entrevistado nos últimos anos em muitas fontes de notícias, incluindo a CBS 60 Minutes, BBC, o New York Times, Fortune Magazine, The Washington Post, TED, Popular Science e The Colbert Report. Suas principais atividades são, actualmente, como diretor de Ciência da Fundação SENS e editor-chefe da revista acadêmica Rejuvenation Research.

## Biografia
Aubrey de Grey nasceu na Inglaterra (1963), herdou ,em 2011, milhões após a morte de sua mãe. Ele investiu boa parte do dinheiro em pesquisas antienvelhecimento.

## Educação
Aubrey de Grey foi educado na Sussex House School e na Harrow School. Em 1985 ele recebeu um B.A. em Ciência da Computação pelo Trinity Hall, Universidade de Cambridge e se juntou a Sinclair Research Ltd como um engenheiro de software de inteligência artificial; em 1986, ele co-fundou Man-Made Minions Ltd para prosseguir o desenvolvimento de um programa automatizado verificador formal. Até 2006, ele foi responsável pelo desenvolvimento de software no Departamento de Genética da Universidade de Cambridge para o banco de FlyBase genética.
Em 2000 Cambridge concedeu a De Grey um Ph.D. com base no seu livro sobre a biologia de um aspecto do envelhecimento, "The Mitochondrial Free Radical Theory of Aging"(ISBN 1-58706-155-4), que ele escreveu em 1999. O livro controverso diz que prevenindo danos ao DNA mitocondrial, por si só pode estender o tempo de vida de forma significativa, embora ele afirmou que é mais provável que os danos cumulativos à mitocôndria são uma importante causa de senescência, não é a única causa dominante. Em 8 de fevereiro de 2007, uma busca por "de Grey AD [au]" no Pubmed, mostrou 61 publicações em 25 jornais peer-reviewed, dos quais 19 estão em Rejuvenation Research , o jornal editado por De Grey.

## Estratégias
De Grey argumenta que os conhecimentos médicos fundamentais necessários para o desenvolvimento eficaz do antienvelhecimento na sua maioria já existe, e que a ciência está à frente do financiamento. Ele trabalha para identificar e promover abordagens tecnológicas específicas para a reversão de vários aspectos do envelhecimento, ou como De Grey coloca, "o conjunto de efeitos colaterais acumulado do metabolismo que, eventualmente, nos mata," e para as abordagens mais pró-ativas e urgentes para estender a vida humana saudável. Relativamente a esta questão, De Grey é um torcedor do prolongamento da vida.
A partir de 2005, o seu trabalho centrado em cima de um plano detalhado chamado Strategies for Engineered Negligible Senescence (SENS), que visa a prevenir o declínio físico e cognitivo relacionados com a idade. Em março de 2009, Aubrey de Grey co-fundou a Fundação SENS, uma organização sem fins lucrativos sediada na Califórnia, Estados Unidos, onde atualmente atua como diretor de Ciência. A Fundação "trabalha para desenvolver, promover e garantir o acesso generalizado a soluções da medicina regenerativa para as deficiências e as doenças do envelhecimento, " focando sobre as Estratégias para Reparar Envelhecimento Insignificante (SENS). De Grey é também co-fundador (com David Gobel) e ex-cientista-chefe da Fundação Matusalém, uma organização sem fins lucrativos sediada em Springfield, Virginia, Estados Unidos. A principal atividade da Fundação Matusalém é o Matusalém Mouse Prize, um prêmio destinado a acelerar a investigação sobre intervenções eficazes para a extensão da vida através da atribuição de prémios monetários para os investigadores que aumentarem a longevidade de ratos para idades sem precedentes. A esse respeito, De Grey afirmou em Março de 2005 "se quisermos tornar real terapias regenerativas que irão beneficiar não só as gerações futuras, mas aqueles de nós que estão vivos hoje, devemos incentivar os cientistas a trabalhar sobre o problema do envelhecimento". O prêmio chegou a 4,2 milhões de dólares em fevereiro de 2007. De Grey acredita que uma vez que uma extensão da vida dramática de ratos de meia idade for atingido, uma grande quantidade de financiamento será desviada para esse tipo de pesquisa, o que permitirá acelerar o progresso em fazer o mesmo para os humanos.
De Grey tem artigos publicados nesta área em periódicos de destaque com alguns dos principais pesquisadores de Biogerontologia, incluindo Bruce Ames, Gavrilov Leonid e  S. Jay Olshansky, bem como outros pensadores, como Gregory Stock. Ele também recebeu apoio de outros cientistas proeminentes, tais como William Haseltine, o pioneiro da biotecnologia do Human Genome Sciences, que em Março de 2005 declarou a respeito do Methuselah Mouse Prize "não há nada que se compare a este esforço, e já contribuiu significativamente para a conscientização de que a medicina regenerativa é uma realidade a curto prazo, e não uma especulação".
Em 2005, ele foi tema de um artigo crítico do MIT Technology Review.
Em 2007, De Grey escreveu o livro "Ending Aging" com a ajuda de Michael Rae. O livro resume a ciência, a política social e os desafios da agenda de todo o SENS.
Em 2008 na transmissão do canal sobre a Arte alemã e francesa, De Grey confirmou que, segundo ele, o primeiro ser humano que vai viver até 1.000 anos provavelmente já está vivo agora, e pode até ter hoje entre 50 e 60 anos.

## Os sete tipos de danos causadores do envelhecimento propostos por De Grey[16]
Ver artigo principal (em inglês): Strategies for Engineered Negligible Senescence
1. Mutações nucleares/epimutações causadores de câncer:
Estas são alterações no DNA nuclear (DNAn), a molécula que contém a nossa informação genética, ou a proteínas que se ligam ao DNAn. Certas mutações podem levar ao câncer, e, segundo De Grey, mutações não cancerígenas e epimutações não contribuem para o envelhecimento dentro de uma vida normal, assim o câncer é o único desfecho destes tipos de danos que deve ser abordado.
2. Mutações mitocondriais:
As mitocôndrias são componentes em nossas células, que são importantes para a produção de energia. Elas contêm seu próprio material genético, e as mutações de seu DNA pode afetar a capacidade de uma célula para funcionar corretamente. Indiretamente, essas mutações podem acelerar muitos aspectos do envelhecimento.
3. Agregados intracelulares:
Nossas células estão constantemente a quebrar as proteínas e outras moléculas que não são mais úteis ou que podem ser prejudiciais. Certas moléculas, que não podem ser digeridas, simplesmente se acumulam como lixo dentro de nossas células. Aterosclerose, degeneração macular e todos os tipos de doenças neurodegenerativas (como a doença de Alzheimer) estão associados a este problema.
4. Agregados extracelulares:
Proteínas inúteis e Nocivas também podem se acumular fora de nossas células. Agregados da proteína beta-amilóide no cérebro dos pacientes de Alzheimer é um exemplo.
5. Perda de células:
Algumas das células do nosso corpo não podem ser substituídas, ou só podem ser substituídos muito lentamente - mais lentamente do que morrem. Esta diminuição no número de células faz com que o coração se torne mais fraco com a idade, também provoca a doença de Parkinson e prejudica o sistema imunológico.
6. Envelhecimento celular:
Este é um fenômeno onde as células não são mais capazes de se dividir, mas também não morrem e deixam que os outros se dividem. Elas também podem fazer outras coisas que não deveriam, como segregar proteínas que podem ser prejudiciais.
7. Ligações cruzadas extracelulares:
As células são mantidas juntas por proteínas de ligação. Quando são formadas muitas ligações entre as células em um tecido, o tecido pode perder sua elasticidade e causar problemas, incluindo a arteriosclerose e presbiopia.

## Títulos e cargos
De Grey é um membro da Sociedade Gerontológica da América, do American Aging Association, do Instituto de Ética e tecnologias emergentes e um conselheiro para o Singularity Institute.

## DebateTechnology Review
Um debate sobre a legitimidade das propostas de De Grey para o combate ao envelhecimento foi publicada no MIT's Review. No final, nenhum dos adversários de De Grey foram capazes de convencer os juízes que o SENS é "tão errado que é indigno de debate", embora os juízes disseram que "os defensores do SENS não tiveram um argumento convicente para o SENS".

## Aparições em público gravadas

### Conversas
- "Human regenerative engineering – theory and practice", Humanity+ UK 2010('Engenharia de regeneração humana - teoria e prática') Londres, 24 de abril de 2010
- Aubrey de Grey fala na The Scientific Society at Trinity College, Universidade de Oxford, 2010
- Aubrey de Grey aparece na CNN, 2009
- Aubrey de Grey falando na Cass Business School, Londres, 12 de fevereiro de 2008 "Prospects for extending a healthy life - a lot"]('Perspectivas para a extensão de uma vida saudável - e muito'), 2008
- Why we age, and how we can stop it('Por que envelhecemos, e como nós podemos parar isso') -- Discussões sobre Terapias Regenerativas Avançadas—21 de abril de 2008
- Unconventional Wisdom ('Sabedoria pouco convencional')-- Thinking Digital—23 de maio de 2008
- Understanding Aging: Biomedical and Bioengineering Approaches('Entendendo o Envelhecimento: Abordagens Biomédicas e de Bioengenharia') -- 27-29 de junho de 2008
- Defeating Aging ('Derrotando o Envelhecimento')-- Centro de Pesquisa Ames da NASA—7 de agosto 2008
- A True Cure for Human Aging ('Uma Cura Verdadeira para o Envelhecimento Humano') - Centro de Cultura e Conveção, Lucerne, Suíça—27 de outubro de 2008
- Prospects for defeating aging altogether ('Perspectivas para derrotar o envelhecimento completamente') - Conferência Mudando o Mundo—Convocation Hall, Toronto—15 de novembro de 2008
- Prospects for extending healthy life — a lot. ('Perspectivas para a extensão de uma vida saudável - e muito') -- Departmento de Bioengenharia, Universidade da Califórnia, Berkeley—2 de outubro de 2007
- Our Right to Life: A talk advocating a pro-life stance by de Grey ('Nosso Direito à Vida: Uma conversa defendendo uma postura pró-vida por De Grey'), 2006
- Uma entrevista para o meettheauthor.com filmada em novembro de 2007

### Entrevistas de TV
- The Quest for Immortality('A Busca pela Imortalidade') - 60 Minutes entrevista de televisão (1 de janeiro de 2006)
- Entrevista para o CBC Canada Now
- Entrevista para o programa de humor Colbert Report (11 de fevereiro de 2008)
- De Grey foi o primeiro convidado para o BBC Four comedy programme It's Only A Theory ('É Só Uma Teoria'), onde ele argumentou que o primeiro homem de 1000 anos de idade has provavelmente já nasceu. Ele falhou em convencer um painel inclusive o escritor de comédia Andy Hamilton e sua teoria foi rejeitada (6 de outubro de 2009)

### Radio, podcast, e entrevistas em video podcast
- Entrevista (julho de 2009) no The Bollix! Science Podcast com Sam J Leonard
- Gravação da entrevista no Immortality Institute weekly UStream.tv broadcast (51:30) em abril de 2009
- Entrevista em video podcast (com o áudio apenas disponível) de De Grey (62:46) por Eliezer Yudkowsky em Bloggingheads.tv em dezembro de 2008
- Entrevista de rádio com Ian Bernard e Mark Edge em Free Talk Live (32:49) Uma entrevista de meia hora (sem comerciais) dada por Ian Bernard e Mark Edge do Free Talk Live sobre uma discussão de como a morte pode ser derrotada em nosso tempo de vida.
- Aubrey de Grey - Ending Aging Point of Inquiry (40:03) Entrevista por D.J. Grothe: Aubrey de Grey explica o envelhecimento, e o programa SENS (Estratégias de Engenharia para o Envelhecimento Insignificante). (11 de janeiro de 2008)
- Entrevista de podcast with Futures in Biotech's Marc Pelletier (1:04:05) Aubrey de Grey sobre a expectativa de vida de mil anos de 26 de março de 2008.
- Entrevista de podcast com TPN's Cameron Reilly (30:00) Uma entrevista de meia hora com Aubrey de Grey de 19 de maio de 2008.
- Entrevista de rádio com Alex Jones Aubrey de Grey é entrevistado em Prison Planet radio para falar sobre a tecnologia do envelhecimento e a questão de se o homem vai algum dia viver para sempre e os dilemas morais e éticos que esse desenvolvimento terá de resolver. (102.14)